# Еврейские языки
Евре́йские языки́ — условное название языков, диалектов, регистров и этнолектов, на которых говорят или говорили преимущественно евреи в тех или иных государствах и странах.
Не всякий язык, используемый евреями, считается еврейским языком, но только тот, который используется в основном евреями. Например, русский или английский не являются еврейскими языками, хотя на них говорят многие евреи. Обычно основным критерием выделения отдельного еврейского языка является отличие его от древнееврейского, иврита или вообще других еврейских языков. В то же время отличия от соответствующего нееврейского идиома зачастую бывают минимальными и иногда не позволяют даже говорить об отдельном диалекте. Основными характеристиками любого еврейского языка являются следующие:
- большинство верующих носителей данного идиома исповедует ту или иную форму иудаизма;
- если данный идиом используется на письме, для него применяется еврейский алфавит;
- в данном идиоме наличествует заметное количество заимствований из древнееврейского и арамейского языков.

## Типы еврейских языков
Статья по теме: Язык или диалект
Каждый еврейский язык может сильно отличаться от соответствующего (или исходного) нееврейского языка, а может быть практически идентичным с ним. На основе этого параметра можно выделить следующие этапы, которые может пройти конкретный еврейский язык:
- полное совпадение с языком окружающего населения — в этом случае не говорят об отдельном еврейском языке; примеры: русский для большинства современных евреев России;
- еврейский этнолект / стилевой регистр — речь евреев структурно не отличается от речи окружающего населения, однако может включать лексический пласт, специфичный для еврейской культуры; могут существовать также определённые фразеологические обороты; такая ситуация возникает естественным образом через некоторое время после перехода евреев на язык окружающего населения (при переселении на новое место или резкой смене окружающего языка); примеры: еврейско-французский, еврейско-грузинский, еврейско-славянские;
- еврейский диалект — отличия еврейского идиома от соответствующего нееврейского языка незначительны, но всё же налицо во многих уровнях языковой структуры; возникает либо после продолжительного естественного развития окружающего языка в рамках замкнутой еврейской общины, либо при незначительной смене окружающего языка (как следствие перемещения евреев в пределах того же языка или каких-то процессов в окружающей языковой ситуации); примеры: еврейско-таджикский, крымчакский, еврейско-татский, многие еврейско-арабские, некоторые еврейско-итальянские;
- еврейское наречие — еврейский идиом заметно отличается от других родственных идиомов, но всё же на основе только структурных критериев он может считаться скорее наречием другого языка; результат развития диалекта в сменившейся обстановке; примеры: караимский[1], сефардский, многие еврейско-иранские;
- отдельный еврейский язык — ближайший родственный язык структурно отличается достаточно сильно, и потому возникают основания считать еврейский язык отдельным языком; является, как правило, следствием резкой смены языка окружающего населения (при переселении евреев на новое место или массовом переходе окружающего населения на язык завоевателей); примеры: достаточно редкий случай, структурно отдельными еврейскими языками (помимо древнееврейского и иврита) можно считать идиш, кайла (Эфиопия), почти все еврейско-арамейские.

Кроме того, при параллельном использовании другого еврейского языка в качестве основного средства общения может возникать еврейский акцент; например, еврейский акцент существовал в русском языке до конца XX века у евреев, основным средством общения которых был идиш.
Наконец, в некоторых странах параллельно с еврейскими этнолектами и диалектами возникали (часто тайные) жаргоны или арго, в которых при сохранении грамматики окружающего языка корнеслов в значительной мере заменялся древнееврейскими и арамейскими корнями. Такие жаргоны известны в Иране, Грузии, Германии, Португалии.

## История
Первым известным языком евреев был древнееврейский язык, известный прежде всего по тексту Ветхого Завета (так называемый библейский древнееврейский), но также по довольно многочисленным эпиграфическим памятникам (древнейшие относятся к концу X в. до н. э.). Это был единственный период в жизни евреев, когда и священным, и разговорным был один и тот же язык, что позволяло большей части израильского общества оставаться одноязычным. Уже начиная с Вавилонского плена (VI век до н. э.) в устном общении древнееврейский начинает вытесняться арамейским, который к началу н. э. становится основным разговорным языком евреев в Палестине. Окончательно древнееврейский выходит из живого общения после разгрома восстания Бар-Кохбы (II в. н. э.), оставшись на долгие века священным языком, старательно изучавшимся евреями по всему миру.
Хотя некоторое количество (арамеоязычных) евреев продолжает оставаться в Палестине (особенно на севере), они надолго становятся там меньшинством. Большая часть евреев перемещается в диаспору, существующую ещё со времен Вавилонского плена. Основным разговорным языком в диаспоре был арамейский, хотя со времен Александра Македонского в диаспоре также распространяется греческий, прежде всего в Малой Азии и Европе.
Постепенно диаспора расширялась, евреи попадали в новое языковое окружение и переходили на языки окружающего населения. Случаев «запаздывания» (или полного отсутствия) языкового сдвига, обусловившего возникновение еврейских языков в Новое время, для античности и раннего Средневековья не известно. Постепенно еврейские общины появились от Испании на западе до Индии и Китая на востоке и Эфиопии на юге. В это время складывается множество еврейских этнолектов (еврейско-латинский, еврейско-персидский, еврейско-греческий, еврейско-берберские и др.), часть из которых позднее разовьётся в отдельные диалекты и даже языки.
После арабского завоевания и арабизации Юго-Западной Азии и Северной Африки большая часть евреев этих мест также переходит на арабский язык. Возникшие со временем еврейско-арабские диалекты не были ближе друг к другу, чем соответствующие им нееврейские диалекты арабов, поэтому некорректно говорить об одном еврейско-арабском языке. В некоторых случаях еврейско-арабские диалекты пережили смену окружающими арабами одного арабского наречия другим (например, в городах Ирака).
Во времена Римской империи евреи расселились по странам южной Европы, а начиная с VIII—IX веков появляются и к северу от Альп и Пиренеев (Франция, Германия). Вместе с нормандцами в 1066 году они появляются в Англии (изгнаны оттуда в 1290 году). Там они переходят на окружающие языки, и почти нигде их речь не развилась в отдельные языки, оставаясь на уровне этнолектов (царфатский, еврейско-каталанский, еврейско-славянские), тайных жаргонов (еврейско-португальский) или диалектов (еврейско-окситанский, еврейско-итальянские). В 1394 году евреев изгоняют из Франции, в 1400-х — из некоторых районов Германии, в 1492-97 — из Испании и Португалии. В результате основная масса евреев передвигается на восток: в Польшу и Литву (где формируется восточная ветвь диалектов идиша) и в восточное и южное Средиземноморье (где складывается сефардский язык).
В то время как в остальной части еврейского мира численность носителей еврейских языков практически не росла, среди сефардо- и идишеязычных евреев наблюдается бурный рост, и к началу XX века на них говорило 95 % евреев мира.
Новый виток в развитии еврейских языков принёс XX век. С возникновением сионизма и особенно созданием государства Израиль в качестве разговорного языка начинает использоваться иврит, созданный на основе древнееврейского языка, который сохранялся в течение двух тысячелетий в качестве священного языка. Одной из причин успеха иврита был добровольный выбор его как языка повседневного общения в семьях репатриантов второй и третьей волны, прибывших в Палестину в первой четверти XX века. В первые годы существования государства Израиль политика внедрения иврита носила исключительно жёсткий характер. В дальнейшем, когда иврит окончательно вытеснил остальные еврейские языки, отношение к этим языкам со стороны еврейского государства несколько смягчилось, и в 1996 году даже были приняты законы о сохранении культурного наследия на идише и сефардском.
Совершенно противоположная картина наблюдалась в XX веке с идишем, на котором к концу века говорило до 3 % евреев, а большинство евреев говорило на английском, иврите, русском, французском, испанском и португальском языках. Главную роль в этом процессе сыграла гибель миллионов носителей идиша в период Холокоста, который также привёл к исчезновению традиционных мест компактного проживания восточноевропейских евреев, составляющих социальную основу функционирования идиша. Использование этого языка уцелевшими в годы Второй мировой войны иммигрантами в Израиле по мере возможности подавлялось на государственном уровне. Основную массу естественных носителей идиша в настоящее время составляют быстрорастущие ультраортодоксальные общины.

## Подробный список по семьям
См. также: Этнические группы евреев

### Афразийские языки
- Семитская семья:
  - ханаанейская группа: древнееврейский, иврит;
  - арамейская группа — еврейско-арамейские языки: вавилонский иудейско-арамейский, палестинский иудейско-арамейский; современные еврейско-арамейские (лахлухские): заху, барзани, урмийский, эрбильский, хулаула;
  - арабская группа — современные еврейско-арабские диалекты, как правило, отличаются от соответствующих нееврейских диалектов незначительно, в основном лишь лексически (например, диалекты евреев Сирии, Ливана, Йемена), хотя некоторые в силу поздних миграций отличаются более существенно (в Ливии, Ираке, частично в Египте, Тунисе). Известны следующие диалекты: еврейско-марокканский, еврейско-алжирский, еврейско-тунисский, еврейско-ливийский, еврейско-египетский, еврейско-сирийский и еврейско-ливанский, еврейско-иракский (qəltu), еврейско-йеменский;
  - эфиосемитская группа: геэз (литургический язык Эфиопской православной церкви и фалашей) и амхарский (их основной разговорный язык) — не имеют еврейских вариантов.
- Берберская семья: несколько еврейско-берберских вариантов.
- Кушитская семья: агавские языки кайла и диалект квара языка кемант (языки эфиопских евреев — фалашей или бета-исраэль).

### Индоевропейские языки
- Германская ветвь: идиш; этнолекты английского (йинглиш и ешивиш).
- Италийская ветвь: еврейско-латинский:
  - романская ветвь — еврейско-романские: еврейско-португальский†, сефардский (еврейско-испанский, ладино), еврейско-арагонский†, еврейско-каталанский†, шуадит (еврейско-окситанский)†, царфатский (еврейско-французский)†, еврейско-итальянский.
- Славянская группа: еврейско-славянские диалекты.†
- Греческая ветвь: еврейско-греческие диалекты(романиотика, еваника), на которых говорили романиоты до сер. XX века.†
- Иранская группа — еврейско-иранские (еврейско-персидские диалекты) — языки и диалекты персидских, бухарских, афганских и горских евреев в Иране, Афганистане, Узбекистане, Дагестане и Азербайджане:
  - юго-западная группа:
    - еврейско-персидский (джиди), еврейско-таджикский, гилеки;
    - горско-еврейский язык — язык горских евреев, совокупность диалектов татского языка;
    - еврейско-ширазский диалект — язык евреев Шираза, диалект западнофарсского языка;

  - северо-западная группа:
    - большое количество еврейских диалектов, входящих в центральноиранский кластер: еврейско-хамаданский, еврейско-боруджердский, еврейско-нехавендский, еврейско-гольпайеганский, еврейско-хонсарский, еврейско-кашанский, еврейско-исфаханский, еврейско-йездский, еврейско-керманский;
    - еврейско-курдский вариант курдского языка, используемый частью лахлухов (курдистанских евреев) в Ираке наряду с еврейско-арамейскими языками.

- Индоарийская группа: этнолект бней-исраэль (маратхских евреев) — т. н. еврейско-маратхи — отличается от языка маратхи лишь незначительными вкраплениями древнееврейских слов. Еврейское письмо не используется.

### Картвельские
Так называемый еврейско-грузинский язык является обычным грузинским языком, записанным еврейским письмом с незначительным древнееврейским влиянием. Кроме того, сообщалось о существовании особого еврейского жаргона, использовавшегося евреями в торговле и отличавшегося гораздо более значительным процентом древнееврейских корней.

### Тюркские языки
«Еврейско-тюркские» языки представлены в основном в Крыму и структурно относятся к крымскотатарскому языку. Особенно это касается крымчакского языка и крымского диалекта караимского языка, фактически являющихся этнолектами крымскотатарского. В то же время 2 других караимских диалекта (галицкий и тракайский), отделившиеся в XIV веке, развились во вполне самостоятельные наречия. Кроме того в Иранском Азербайджане в среде курдистанских евреев сложился миандоабский еврейский говор азербайджанского языка. Кроме того, иногда к еврейским языкам причисляют хазарский язык, хотя такая точка зрения не является общепринятой.

### Дравидийские
Упоминаемые в литературе этнолекты кочинских евреев (еврейско-малаялам) и бней-Эфраим (еврейско-телугу) не являются ни отдельными языками, ни даже особыми диалектами. Они совпадают с речью окружающего населения и отличаются лишь незначительными вкраплениями древнееврейских слов и некоторыми архаизмами (в малаялам). Еврейское письмо не используется.

## Письменность
Начиная с VI века до н. э. одной из ярких характеристик любого еврейского языка (и даже диалекта) было использование на письме исключительного квадратного еврейского письма. Долгое время в идише использовался особый шрифт этого письма (т. н. машейт), отграничивавший идиш от древнееврейского языка; полностью это разделение было устранено только в начале XIX столетия.
Лишь в XX веке эта традиция использования еврейского письма была нарушена для сефардского (латиница в Турции и Израиле) и еврейских языков в пределах СССР — горско-еврейского, еврейско-таджикского, караимского и крымчакского (сначала латиница, а затем кириллица).